# Christian Gilde
Christian Gilde (* 20. Dezember 1946 in Königsberg, Landkreis Ostprignitz) ist ein deutscher Politiker der SPD. Von 1990 bis 1994 war er Mitglied des Brandenburgischen Landtags. Von 1994 bis zu seinem Eintritt in den Ruhestand 2010 war er Landrat des Landkreises Ostprignitz-Ruppin.

## Leben
Gilde ist Sohn eines Pfarrers und hat fünf Geschwister. Nach seinem Abitur 1965 in Wittstock begann er ein Studium der Fernmeldetechnik an der TU Dresden. Da er bei der militärischen Ausbildung der Studenten im Ausbildungslager Seelingstädt
(Thüringen) aus Glaubensgründen den Eid auf die DDR-Fahne verweigerte, wurde er vorzeitig exmatrikuliert und leistete auch später keinen Wehrdienst mehr. Von 1966 bis 1968 absolvierte er eine Lehre als Funkmechaniker, die er mit einer Auszeichnung abschloss. In diesem Beruf war er noch 9 Jahre tätig.
Berufsbegleitend nahm er ein Studium zum Sozialarbeiter auf und machte 1977 bis 1979 eine Zusatzausbildung zum Ehe-Familien-Lebensberater. Daraufhin war er 12 Jahre als kirchlicher Sozialarbeiter tätig.
Gilde ist Mitglied der Arbeiterwohlfahrt, weiterhin Mitglied im Förderverein Jugendbauhütte Berlin-Brandenburg und im Förderverein Gymnasium Kyritz sowie Kuratoriumsmitglied im Kloster Stift zum Heiligengrabe. Er ist im Vorstand des SPD-Unterbezirks Ostprignitz-Ruppin.
Gilde ist verheiratet, hat fünf Kinder und wohnt in Dossow.

## Politik
Seine erste Wahl im Mai 1990 gewann er noch als parteiloser Kandidat, dann trat er im Juli 1990 der SPD bei. Für diese wurde er im Oktober desselben Jahres als Direktkandidat des Wahlkreises 03 Pritzwalk-Wittstock in den Brandenburgischen Landtag gewählt und war Mitglied des Ausschusses für Inneres. Dem Landtag gehörte er bis zum 31. Januar 1994 an. Von Juni 1990 bis 1994 war er Landrat des Landkreises Wittstock und von 1994 bis 2010 war er Landrat des Landkreises Ostprignitz-Ruppin; zur Wiederwahl trat er aus Altersgründen nicht an.
Als Landrat kämpfte Gilde lange und ausdauernd um die Abwendung eines Luft-Boden-Schießplatzes der Bundeswehr auf dem Truppenübungsplatz Wittstock. Für ihn stellte dieser Übungsplatz eine direkte Bedrohung für die Entwicklung des Landkreises dar.